# Pilosella onegensis
Pilosella onegensis (нечуйвітер онезький як Hieracium onegense) — вид рослин з родини айстрових (Asteraceae), поширений у Європі й на пд.-сх. до Туреччини й Кавказу й на схід до Сибіру.

## Опис
Багаторічна рослина, трава, 30–70 см заввишки. Пагони 2 типів: підземні — тонкі, з лускоподібними зародковими листками, дуже ламкі; надземні — з рівновеликими, що зближують в пучок листками. Листки світло-жовті, з обох сторін густо вкриті волосками. Волоски на листках короткі, 0.3–1 мм довжиною. Обгортка 5–7 мм довжиною, циліндрична, з усіченою основою.

## Поширення
Поширений у Європі й на південний схід до Туреччини й Кавка зу й на схід до Сибіру.
В Україні вид зростає на лісових галявинах і узліссях, на луках, болотах — у Закарпатті, Карпатах, Прикарпатті, Поліссі та Лісостепу.